# Коттон (округ, Оклахома)
Шаблон:StateAbbr_ 34°17′ пн. ш. 98°22′ зх. д. / 34.28° пн. ш. 98.37° зх. д.
Округ  Коттон (англ. Cotton County) — округ (графство) у штаті  Оклахома, США. Ідентифікатор округу 40033.

## Історія
Округ утворений 1912 року.

## Демографія
За даними перепису 
2000 року 
загальне населення округу становило 6614 осіб, зокрема міського населення було 2758, а сільського — 3856.
Серед мешканців округу чоловіків було 3283, а жінок — 3331. В окрузі було 2614 домогосподарства, 1840 родин, які мешкали в 3085 будинках.
Середній розмір родини становив 3.
Віковий розподіл населення поданий у таблиці:
| Стать    | До 15 років | 15-21 | 22-29 | 30-39 | 40-49 | 50-65 | 65-85 | Понад 85 |
| -------- | ----------- | ----- | ----- | ----- | ----- | ----- | ----- | -------- |
| Чоловіки | 734         | 334   | 251   | 484   | 453   | 556   | 418   | 53       |
| Жінки    | 653         | 277   | 283   | 438   | 434   | 543   | 564   | 139      |

## Суміжні округи
- Команчі — північ
- Стівенс — північний схід
- Джефферсон — південний схід
- Клей, Техас — південь
- Вічита, Техас — південний захід
- Тіллман — захід

## Виноски
1. ↑  U.S. Decennial Census. United States Census Bureau. Архів оригіналу за 26 квітня 2015. Процитовано 19 лютого 2015.
2. ↑  Historical Census Browser. University of Virginia Library. Архів оригіналу за 11 серпня 2012. Процитовано 19 лютого 2015.
3. ↑  Forstall, Richard L., ред. (27 березня 1995). Population of Counties by Decennial Census: 1900 to 1990. United States Census Bureau. Архів оригіналу за 19 лютого 2015. Процитовано 19 лютого 2015.
4. ↑  Census 2000 PHC-T-4. Ranking Tables for Counties: 1990 and 2000 (PDF). United States Census Bureau. 2 квітня 2001. Архів оригіналу (PDF) за 18 грудня 2014. Процитовано 19 лютого 2015.
5. ↑  State & County QuickFacts. United States Census Bureau. Архів оригіналу за 9 липня 2011. Процитовано 8 листопада 2013.(англ.) Наведено за англійською вікіпедією.
6. ↑  American FactFinder. Бюро перепису населення США. Архів оригіналу за 29 липня 2011. Процитовано 31 січня 2008.

| США | Це незавершена стаття з географії США. Ви можете допомогти проєкту, виправивши або дописавши її. |